# Technomyrmex sophiae
Technomyrmex sophiae är en myrart som beskrevs av Auguste-Henri Forel 1902. Technomyrmex sophiae ingår i släktet Technomyrmex och familjen myror. Inga underarter finns listade i Catalogue of Life.

## Bildgalleri

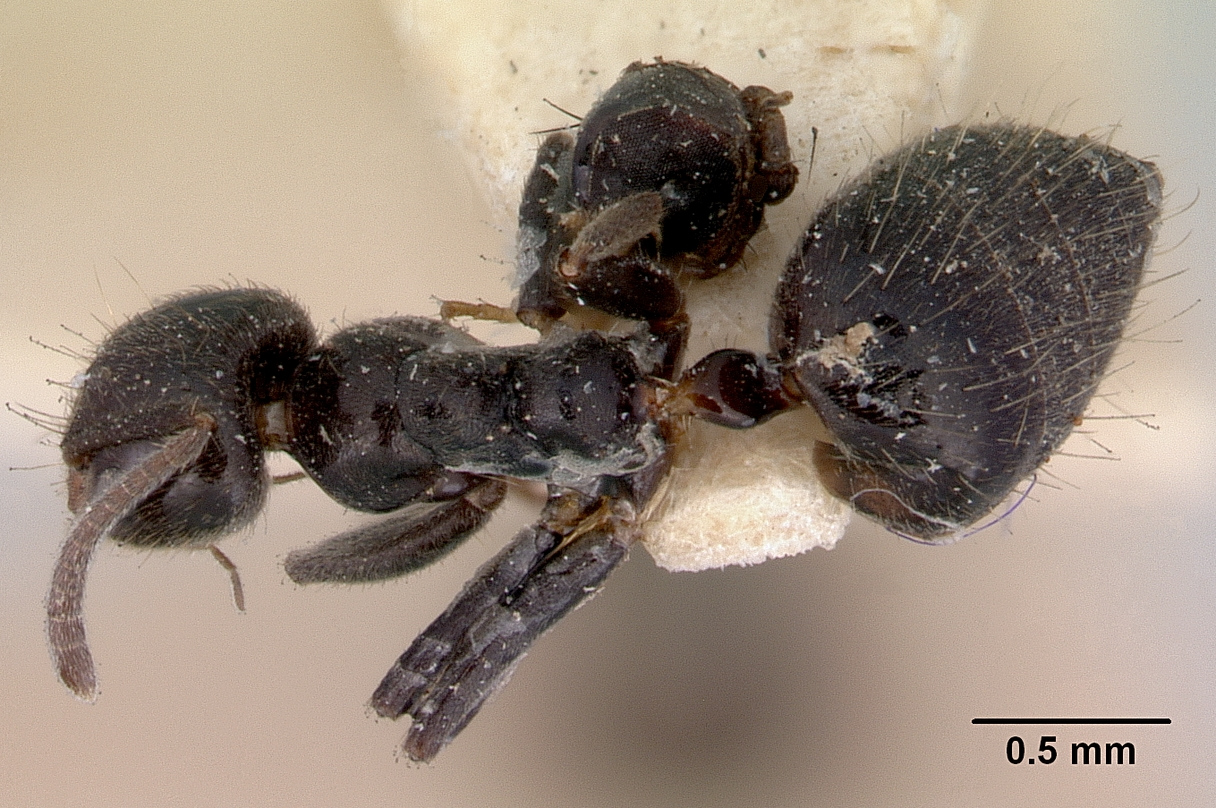
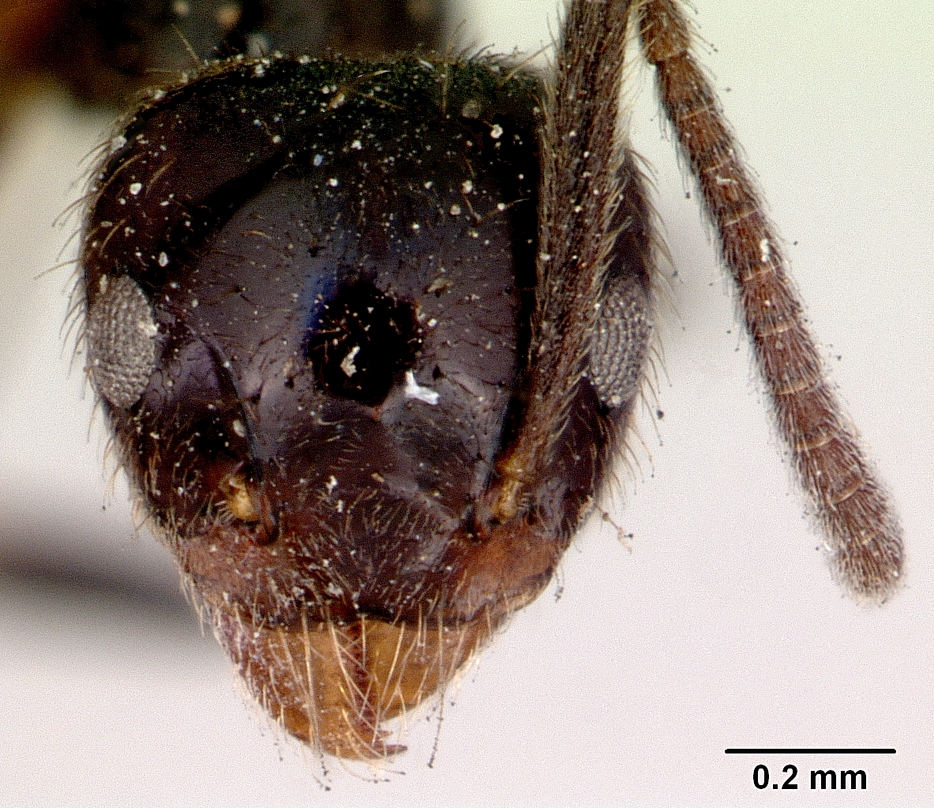
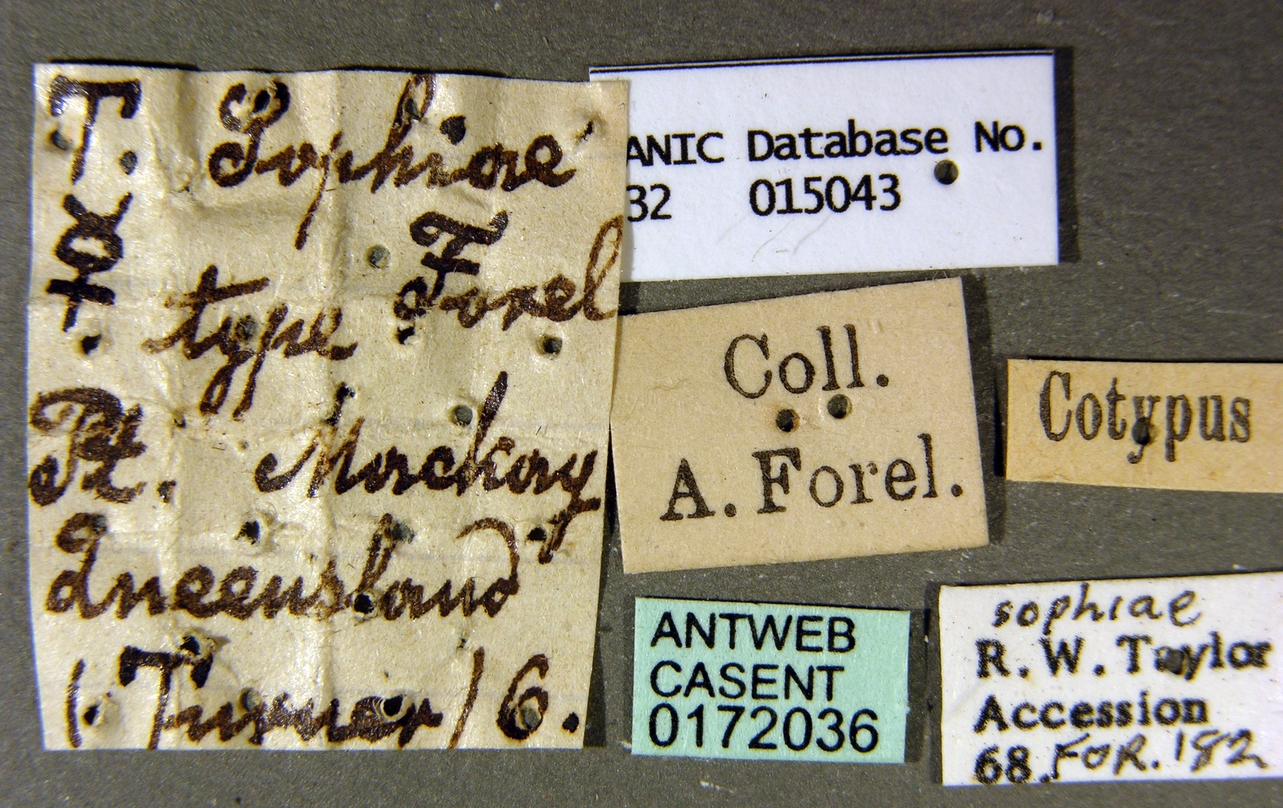
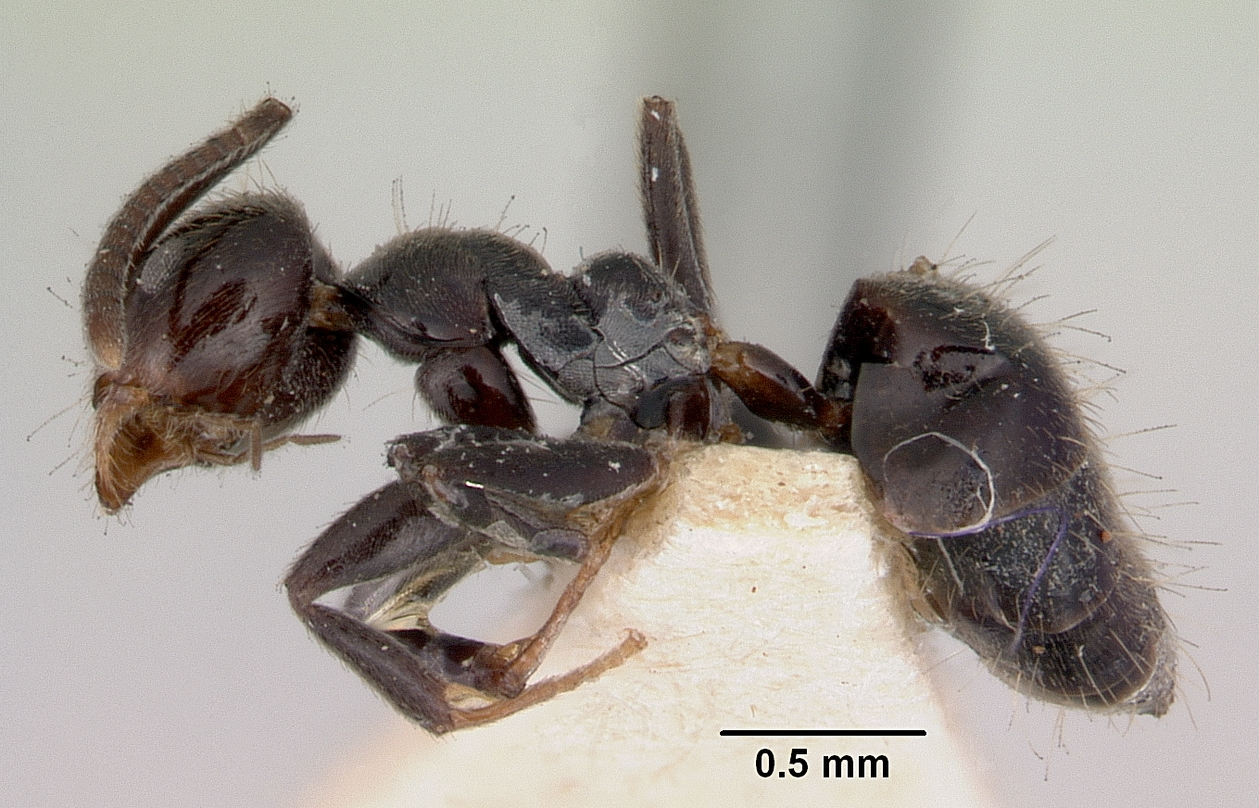